# Sciara pakkana
Sciara pakkana är en tvåvingeart som beskrevs av Edwards 1933. Sciara pakkana ingår i släktet Sciara och familjen sorgmyggor. Inga underarter finns listade i Catalogue of Life.